# 22. Nemzetközi Matematikai Diákolimpia
A 22. Nemzetközi Matematikai Diákolimpiát (1981) az USA-ban, Washingtonban rendezték. 
1980-ban nem volt vállalkozó ország, amelyik megrendezte volna. Ennek okairól így ír a Reiman István – Dobos Sándor: Nemzetközi Matematikai Diákolimpiák 1959-2003 Typotex 2003, Budapest (ISBN 963-9548-04-9) című könyv a 37. oldalon: „…központi intéző szerv nélkül semmi meghatározott rend nem volt arra, hogy melyik ország rendez versenyt, de közrejátszott az a tévesnek bizonyult, több helyen is közzétett hír, hogy Mongólia vállalkozott az 1980. évi verseny megrendezésére. Az olimpia pótlására több helyen is rendeztek regionális versenyt…”

A washingtoni olimpián huszonhét ország száznyolcvanöt versenyzője vett részt. Először rendeztek matematikai olimpiát Európán kívül, és először az amerikai kontinensen. Ezen a versenyen indult először Ausztrália, így „teljes lett” a verseny, mind az öt földrész képviseltette magát.

Magyarország „takarékossági okok” miatt csak négy versenyzőt küldött. A magyar versenyzők rendkívül jól teljesítettek; három arany- és egy ezüstérmet szerzetek, ennek ellenére (létszámuk miatt), csak 17. lettek az országok közötti pontversenyben.

(Az elérhető maximális pontszám: 8×42=336 pont volt)

## Országok eredményei pont szerint
|     | Ország           | Pont | Arany | Ezüst | Bronz |
| --- | ---------------- | ---- | ----- | ----- | ----- |
| 1.  | Egyesült Államok | 314  | 4     | 3     | 1     |
| 2.  | NSZK             | 312  | 5     | 2     | 1     |
| 3.  | Anglia           | 301  | 3     | 4     | 1     |
| 4.  | Ausztrália       | 290  | 4     | 2     | 1     |
| 5.  | Bulgária         | 287  | 2     | 3     | 3     |
| 6.  | Lengyelország    | 259  | 2     | 3     | 1     |
| 7.  | Kanada           | 249  | 2     | 2     | 1     |
| 8.  | Jugoszlávia      | 246  | 1     | 2     | 3     |
| 9.  | Szovjetunió1     | 230  | 3     | 2     | 1     |
| 10. | Hollandia        | 219  | 0     | 3     | 1     |
| 11. | Franciaország    | 209  | 2     | 0     | 3     |
| 12. | Svédország       | 207  | 0     | 1     | 3     |
| 13. | Finnország       | 206  | 1     | 1     | 3     |
| 14. | Csehszlovákia2   | 190  | 1     | 3     | 1     |
| 15. | Izrael1          | 175  | 1     | 0     | 3     |
| 16. | Brazília         | 172  | 1     | 0     | 0     |
| 17. | Magyarország3    | 164  | 3     | 1     | 0     |
| 18. | Kuba             | 141  | 0     | 1     | 0     |
| 19. | Belgium          | 139  | 0     | 2     | 0     |
| 20. | Románia3         | 136  | 0     | 2     | 2     |
| 21. | Ausztria         | 122  | 0     | 0     | 1     |
| 22. | Görögország      | 104  | 0     | 0     | 0     |
| 23. | Kolumbia         | 93   | 0     | 0     | 0     |
| 24. | Venezuela        | 64   | 0     | 0     | 0     |
| 25. | Luxemburg4       | 42   | 1     | 0     | 0     |

1) – 6 fővel indult
2) – 5 fővel indult
3) – 4 fővel indult
4) – 1 fővel indult

## A magyar csapat
A magyar csapat tagjai voltak:
| Név           | Évfolyam | Iskola                          | Város    | Díj   |
| ------------- | -------- | ------------------------------- | -------- | ----- |
| Károlyi Gyula | III. o.  | Fazekas M. Gyakorló Gimn.       | Budapest | Arany |
| Simonyi Gábor | IV. o.   | Apáczai Csere J. Gyakorló Gimn. | Budapest | Arany |
| Szabó Endre   | III. o.  | Fazekas M. Gyakorló Gimn.       | Budapest | Arany |
| Tardos Gábor  | III. o.  | Berzsenyi Dániel Gimnázium      | Budapest | Ezüst |

A csapat vezetője Hódi Endre volt.